# Eva-Maria Altemöller
Eva-Maria „Eva“ Altemöller (* 1957) ist eine deutsche Illustratorin und Autorin.

## Biographie
Eva-Maria Altemöller betreibt das (vegetarisch-vegane) Buchcafé Augustin und mehrere Buchhandlungen in Lindau. Zudem initiierte sie eine Denkfabrik namens Club der Idealisten. 2006 übersetzte und illustrierte sie die Kurzgeschichte The Gift of the Magi von O. Henry unter dem Titel Die Gabe der Weisen: die schönste Liebesgeschichte der Welt. Seit 2018 ist sie zudem Mitglied der Tierschutzpartei.
Bei der Landtags- und der Bezirkswahl am 8. Oktober 2023 ist Eva-Maria Altemöller jeweils Direktkandidatin der Tierschutzpartei im Stimmkreis 710 (Lindau, Sonthofen) und schwäbische Listenkandidatin auf Platz 3.

## Werke (Auswahl)
- Fragespiele für den Unterricht zur Förderung der spontanen mündlichen Ausdrucksfähigkeit. erdacht u. erprobt für d. Fach Deutsch als Fremdsprache von Eva-Maria Altemöller. Klett, Stuttgart 1987, ISBN 978-3-12-550810-1.
- Schreiben ist Gold. wie Sie zu den Geschichten finden, die Sie immer schon schreiben wollten. Coppenrath, Münster 1998, ISBN 978-3-8157-1552-9.
- Seelenruhe. Über die Kunst und das Vergnügen ganz einfach zu leben. Pattloch, München 2001, ISBN 978-3-629-01635-5.
- Herzensdinge. Über die Kunst und das Vergnügen, sich und andere glücklich zu machen. Pattloch, München 2002, ISBN 978-3-629-01641-6.
- 1000 Gründe, warum es eigentlich ganz schön ist, nicht mehr 20 zu sein. Weltbild, Augsburg 2007, ISBN 978-3-8289-8119-5.
- Der Club der Idealisten. Über die Kunst, an das Gute zu glauben (auch wenn so ziemlich alles dagegen spricht). Sanssouci, München, Wien 2016, ISBN 978-3-99056-000-6.
- Herzblut. Eine Liebeserklärung an den kleinen Laden. Sanssouci, München, Wien 2018, ISBN 978-3-99056-067-9.